# Соледади (Параиба)
Соледади (порт. Soledade) — муниципалитет в Бразилии, входит в штат Параиба. Составная часть мезорегиона Сельскохозяйственный район штата Параиба. Входит в экономико-статистический микрорегион Куриматау-Осидентал. Население составляет 12 716 человек на 2006 год. Занимает площадь 560,062 км². Плотность населения — 22,7 чел./км².

## Статистика
- Валовой внутренний продукт на 2003 год составляет 28 618 647,00 реалов (данные: Бразильский институт географии и статистики).
- Валовой внутренний продукт на душу населения на 2003 год составляет 2304,98 реалов (данные: Бразильский институт географии и статистики).
- Индекс развития человеческого потенциала на 2000 год составляет 0,639 (данные: Программа развития ООН).